# Cordia anabaptista
Cordia anabaptista är en strävbladig växtart som beskrevs av Adelbert von Chamisso. Cordia anabaptista ingår i släktet Cordia, och familjen strävbladiga växter. Inga underarter finns listade i Catalogue of Life.